# Gudersleben
Gudersleben is een  dorp in de Duitse gemeente Ellrich in het Landkreis Nordhausen in Thüringen. Het dorp wordt al genoemd in een oorkonde uit 929. Tot 1994 was het een zelfstandige gemeente. 